# Noemí Simonetto
Noemí Simonetto (1 de fevereiro de 1926 - 20 de fevereiro de 2011) foi uma atleta argentina que ganhou a medalha de prata nos Jogos Olímpicos de Londres 1948, a primeira medalha olímpica ganhada por uma atleta da América do Sul. Em 1945 localizou-se primeira no ránking mundial de 80 metros com barreiras, ao estabelecer a marca de 11.5 segundos, e de salto em longo, com uma marca de 5,76 metros. Ganhou 17 medalhas (11 de ouro) nos Campeonatos Sul-Americanos de Atletismo entre 1941 e 1947. Competiu até a década de 90 e integrou o Comité Olímpico Argentino. Em 1980 recebeu o Prêmio Konex - Diploma ao Mérito como uma das 5 melhores atletas da história em Argentina.

## Biografia
Noemí Simonetto nasceu na cidade de Avellaneda. Ingressou primeiro na equipa de atletismo do clube River Plate e depois no Clube Atlético Independente de Avellaneda.
No Campeonato Sul-Americano de 1941, quando tinha 15 anos, ganhou a medalha de ouro nas estafetas de 4 por 100; também ali obteve duas medalhas de bronze, em salto em comprimento e em salto em altura.
No Campeonato Sul-Americano de 1943, obteve duas medalhas de ouro, em Salto em comprimento e nas estafetas de 4 por 100, ganhando também medalha de bronze em salto em altura.
No Campeonato Sul-Americano de 1945, ganhou três medalhas de ouro (80 metros com barreiras, Salto em comprimento e estafetas) e duas de prata (100 metros e salto em altura). Nessa oportunidade estabeleceu a marca de 1,60 metros em salto em altura, que se manteve como recorde argentino por 25 anos.
No Campeonato Sul-Americano de 1947 ganhou quatro medalhas de ouro (100 metros, 80 metros com barreiras, Salto em comprimento e estafetas) e medalha de prata em salto em altura.

## Medalha de prata nos Jogos Olímpicos de 1948
Com 22 anos, Noemí obteve a medalha de prata em salto em comprimento com uma marca de 5,60 metros. Simonetto tinha-se mantido à frente até a última rodada, sendo superada pela húngara Olga Gyarmati, na última tentativa, com 5,695 m. Tratou-se da primeira medalha obtida por uma mulher da América do Sul em atletismo. Noemí chegou também a semifinais de 80 metros com obstáculos, e correu os 100 metros planos, onde foi eliminada na primeira rodada ao sair terça na sua série. Simonetto continuou competindo até a década de 1990 e integraria também o Comité Olímpico Argentino.

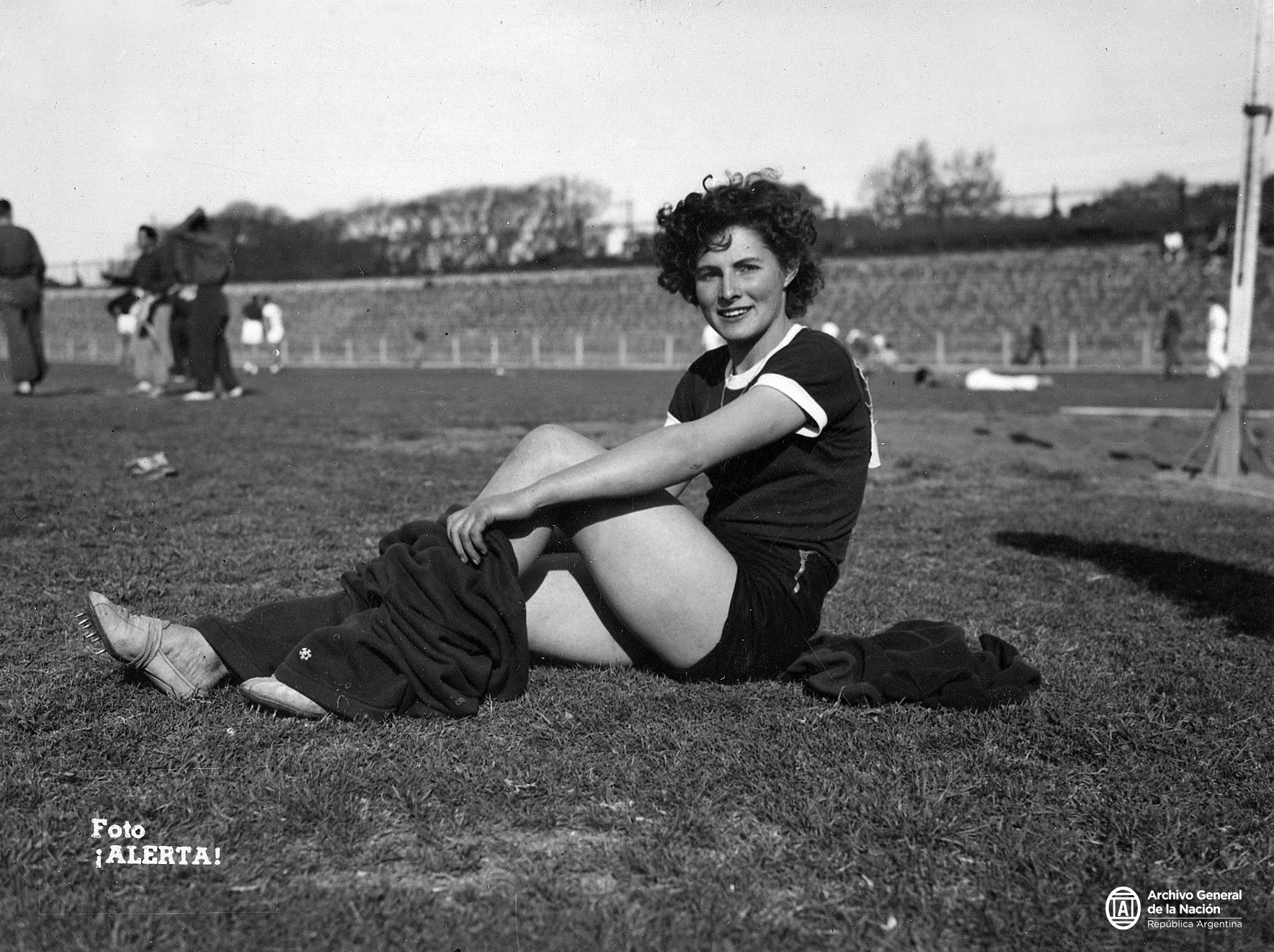
Noemí Simonetto.

## Melhores marcas
As suas melhores marcas foram:
- 100 metros planos: 12.2 (8 de dezembro de 1946).
- Salto em altura: 1,60 (2 de novembro de 1946 e 8 de dezembro de 1946). Foi recorde nacional até 1970.
- Salto em comprimento: 5,76 (16 de setembro de 1945), recorde Sul-americano.

Em 1945, localizou-se primeira no ranking mundial de 80 metros com barreiras, ao estabelecer a marca de 11.5, e de salto em longo, com uma marca de 5,76 metros.